# Marine Dafeur
Marine Dafeur (en arabe : مارین دافور), née le 20 octobre 1994 à Douai dans le Nord, est une footballeuse internationale algérienne évoluant au poste d'arrière latérale ou de milieu gauche au FC Fleury 91.

## Biographie

### Carrière en club
Marine Dafeur est née le 20 octobre 1994 à Douai dans le Nord. Elle commence le football à l'âge de treize ans dans le club du FCF Hénin-Beaumont, chez les jeunes. Après une demi-saison, elle préféré rejoindre un club de garçon près de chez elle, l’US  Raimbeaucourt. Elle y reste jusqu'à la fin de la mixité, puis elle intégré le pôle espoir de Liévin et en même temps, évolue sous les couleurs du FCF Hénin-Beaumont, avec qui elle connait une montée de D2 à D1 en 2013.
En juin 2014, elle rejoint l'EA Guingamp en D1 féminine. Après deux saisons passé au club et en manque de temps de jeu, elle se lance dans un nouveau challenge et signe en D2 féminine au LOSC Lille à l'été 2016. Elle y connait la seconde montée dans sa carrière, dans l'élite du football féminin Français, lors de la saison 2016-2017. Après trois saisons pleines sous les couleurs des Dogues, elle signe à FC Fleury 91.

### Carrière internationale
Sélectionnée en équipe de France des U19 aux U23 et à deux reprises chez les A. Marine Dafeur participe à l'Euro U19 en 2013 et devient championne d'Europe. Puis participe à la Coupe du monde féminine U20 en 2014, où elle termine troisième.
En février 2023, Marine Dafeur est appelée pour la première fois en équipe d'Algérie par le sélectionneur Farid Benstiti pour participer à un rassemblement au Centre technique national de Sidi Moussa. Le stage de préparation se clôture avec trois victoires, face à des clubs locaux, sur la pelouse du terrain annexe du Stade Nelson-Mandela.
En avril 2023, elle est convoquée à un stage durant lequel la sélection affronte la Tanzanie dans une double confrontation amicale. Le 9 avril 2023, elle honore sa première sélection en tant que titulaire contre la Tanzanie au Stade Nelson-Mandela à Alger. Le match se solde par une victoire 4 à 0 des Algériennes. Lors de cette rencontre elle inscrit son premier but international.
En juillet 2023, elle est convoquée pour prendre part à un stage durant lequel la sélection affronte le Sénégal dans une double confrontation amicale.
Le 14 juillet 2023, elle est titulaire face au Sénégal au Stade Lat-Dior de Thiès. Le match se solde par une défaite 3 à 1 des Algériennes. C'est elle qui inscrit l'unique but algérien de la rencontre.
En septembre 2023, elle est convoquée pour prendre part à un stage durant lequel la sélection affronte l'Ouganda dans une double confrontation à l'occasion du 1re tour des qualifications à la CAN féminine  2024. Elle est titulaire lors des deux rencontres qui se solde par une victoire 1 à 2 au match aller à Njeru en Ouganda, et 1 à 1 lors du match retour au Stade Miloud Hadefi à Oran. En novembre 2023, elle est convoquée en sélection pour une double confrontation contre le Burundi, dans le cadre du dernier tour des éliminatoires de la CAN féminine 2024. Elle est titulaire lors des deux rencontres qui se solde par une victoire 5 à 1 au match aller, et 0 à 1 lors du match retour au Stade du 5 Juillet 1962 d'Alger, qui valide la qualification des Algériennes pour la CAN 2024.
En février 2024, elle fait partie des joueuses convoquées en stage au Centre technique national de Sidi Moussa, dans le cadre de la préparation pour le tournoi final de la CAN féminine 2024. Le 27 février 2024, elle marque un but lors de la victoire 3 à 0 des Algériennes face au Burkina Faso, au Stade Nelson-Mandela, à Alger.

## Statistiques

### Statistiques détaillées
| Saison                | Club                  | Championnat           | Championnat | Championnat | Coupe(s) nationale(s) | Coupe(s) nationale(s) | Algérie | Algérie | Total | Total |
| Saison                | Club                  | Division              | M.          | B.          | M.                    | B.                    | M.      | B.      | M.    | B.    |
| 2010-2011             | FCF Hénin-Beaumont    | Division 1            | 2           | 0           | -                     | -                     | -       | -       | 2     | 0     |
| 2011-2012             | FCF Hénin-Beaumont    | Division 1            | 14          | 0           | 2                     | 0                     | -       | -       | 16    | 0     |
| 2012-2013             | FCF Hénin-Beaumont    | Division 2            | 16          | 8           | 4                     | 0                     | -       | -       | 20    | 8     |
| 2013-2014             | FCF Hénin-Beaumont    | Division 1            | 14          | 2           | -                     | -                     | -       | -       | 14    | 2     |
| Sous-total            | Sous-total            | Sous-total            | 46          | 10          | 6                     | 0                     | -       | -       | 52    | 10    |
| 2014-2015             | EA Guingamp           | Division 1            | 14          | 1           | 4                     | 0                     | -       | -       | 18    | 1     |
| 2015-2016             | EA Guingamp           | Division 1            | -           | -           | -                     | -                     | -       | -       | 0     | 0     |
| Sous-total            | Sous-total            | Sous-total            | 14          | 1           | 4                     | 0                     | -       | -       | 18    | 1     |
| 2016-2017             | LOSC Lille            | Division 2            | 19          | 4           | 1                     | 0                     | -       | -       | 20    | 4     |
| 2017-2018             | LOSC Lille            | Division 1            | 19          | 0           | -                     | -                     | -       | -       | 19    | 0     |
| 2018-2019             | LOSC Lille            | Division 1            | 21          | 1           | 5                     | 1                     | -       | -       | 26    | 2     |
| Sous-total            | Sous-total            | Sous-total            | 59          | 5           | 6                     | 1                     | -       | -       | 65    | 6     |
| 2019-2020             | FC Fleury 91          | Division 1            | -           | -           | -                     | -                     | -       | -       | 0     | 0     |
| 2020-2021             | FC Fleury 91          | Division 2            | 12          | 0           | 1                     | 0                     | -       | -       | 13    | 0     |
| 2021-2022             | FC Fleury 91          | Division 2            | 20          | 2           | 3                     | 0                     | -       | -       | 23    | 2     |
| 2022-2023             | FC Fleury 91          | Division 1            | 21          | 4           | 3                     | 2                     | 2       | 2       | 26    | 8     |
| 2023-2024             | FC Fleury 91          | Division 1            | 13          | 1           | 3                     | 0                     | 8       | 1       | 24    | 2     |
| Sous-total            | Sous-total            | Sous-total            | 66          | 7           | 10                    | 2                     | 10      | 3       | 86    | 12    |
| Total sur la carrière | Total sur la carrière | Total sur la carrière | 185         | 23          | 26                    | 3                     | 10      | 3       | 221   | 29    |

### En sélection

#### Matchs internationaux
Le tableau suivant liste les rencontres de l'équipe d'Algérie dans lesquelles Marine Dafeur a été sélectionnée depuis le 9 avril 2023 jusqu'à présent.

#### Buts internationaux
| 0   | Date            | Lieu                                 | Compétition  | Résultat | Adversaire   | Détail      | Détail         | Détail | Sél.  |
| --- | --------------- | ------------------------------------ | ------------ | -------- | ------------ | ----------- | -------------- | ------ | ----- |
| 1er | 9 avril 2023    | Stade Nelson-Mandela, Alger, Algérie | Match amical | V 4-0    | Tanzanie     | But inscrit | du pied gauche | 1-0    | ! 1re |
| 2   | 14 juillet 2023 | Stade Lat-Dior, Thiès, Sénégal       | Match amical | D 3-1    | Sénégal      | 60e         | du pied gauche | 1-1    | 2     |
| 3   | 27 février 2024 | Stade Nelson-Mandela, Alger, Algérie | Match amical | V 3-0    | Burkina Faso | 58e         | du pied gauche | 2-0    | 7     |

## Palmarès

### En club
FCF Hénin-Beaumont :
- Vainqueur du Championnat de France de deuxième division en 2013

### En sélection
Équipe de France U-19 :
- Vainqueur du Championnat d'Europe 2013